# Nephila constricta
Nephila constricta — вид павуків із родини Павуків-шовкопрядів. 

## Поширення
Вид широко поширений у Тропічній  Африці.